# Gérard Tichy
Gérard Tichy (Weißenfels, Alemania, 11 de marzo de 1920 - Madrid, 11 de abril de 1992) fue un actor alemán.

## Biografía
Tichy fue teniente de la Wehrmacht durante la Segunda Guerra Mundial y terminó la guerra en Alsacia, como prisionero de los Aliados, pero huyó de un campo de prisioneros de guerra en Francia y llegó a España, donde inició su carrera de actor. Su primera película fue Neutralidad (1949) de Eusebio Fernández Ardavín. El teniente Tichy haría de capitán  en el film de Pedro Lazaga " El frente infinito" 1956, ambientada en la Guerra Civil.

## Filmografía selecta
- 1949 - Neutralidad
- 1951 - Servicio en la mar
- 1951 - Balarrasa
- 1951 - La llamada de África
- 1952 - Hombre acosado, de Pedro Lazaga
- 1954 - Murió hace quince años
- 1955 - El canto del gallo
- 1955 - Lo que nunca muere, de Julio Salvador
- 1956 - Nunca es demasiado tarde, de Julio Coll
- 1956 - El frente infinito, de Pedro Lazaga
- 1958 - Aquellos tiempos del cuplé
- 1960 - Un ángel tuvo la culpa
- 1961 - El Cid
- 1961 - Rey de reyes
- 1963 - Noches de Casablanca
- 1964 - La muerte silba un blues, de Jesús Franco
- 1965 - Train d'enfer
- 1965 - Doctor Zhivago
- 1970 - Los compañeros
- 1973 - La corrupción de Chris Miller
- 1981 - Misterio en la isla de los monstruos
- 1982 - Mil gritos tiene la noche
- 1985 - La hoz y el Martínez
- 1985 - ¡Qué tía la C.I.A.!
- 1992 - Yo me bajo en la próxima, ¿y usted?

## Premios
Medallas del Círculo de Escritores Cinematográficos
| Año  | Categoría                                   | Película           | Resultado |
| ---- | ------------------------------------------- | ------------------ | --------- |
| 1955 | Mejor actor extranjero en película española | El canto del gallo | Ganador   |